# Robert Biraben
Pour les articles homonymes, voir Biraben.

a Compétitions nationales et continentales officielles uniquement.

Robert Biraben, né le 26 février 1891 à Dax et mort le 22 février 1973 dans la même ville, est un joueur français de rugby à XV évoluant au poste de centre.

## Biographie
Né le 26 février 1891 à Dax,, Robert Biraben fait partie d'une fratrie de trois joueurs de rugby à XV ayant évolué à l'Union sportive dacquoise, aux côtés de l'aîné Jean et du benjamin Maurice,. Après ses débuts à Dax, il rejoint le Bordeaux Étudiants Club avec son frère Maurice ; Robert y occupera le rôle de capitaine,.
Mobilisé pendant la Première Guerre mondiale, il fait son retour sous le maillot dacquois après le conflit, à compter de la saison 1919-1920 et en même temps que son frère Maurice.
Il évolue principalement au poste de centre ; à Dax, il formera notamment une paire de centres régulière avec Henri Vergez,. Bien qu'il fasse preuve de bonnes performances, notamment en 1912, 1913, et 1920, il ne porte jamais le maillot de l'équipe de France, au contraire de son frère évoluant au poste de pilier.
Malgré son âge avancé, il évolue encore sur les terrains au début de la saison 1922-1923,. Après sa retraite sportive, Robert Biraben devient membre de la commission de rugby du club, dont il assure la présidence à plusieurs reprises, entre autres lors des saisons 1923-1924 et 1927-1928, ; il est toujours actif dans les années 1930.
Il est le beau-frère Eugène Milliès-Lacroix.
Il meurt le 22 février 1973 dans sa ville natale,.